# (8675) 1991 YZ
A (8675) 1991 YZ a Naprendszer kisbolygóövében található aszteroida. Ueda Szeidzsi és Kaneda Hirosi fedezte fel 1991. december 30-án.